# The Spangle Maker
The Spangle Maker — четвертий мініальбом англійської групи Cocteau Twins, який вийшов 2 квітня 1984 року.

## Композиції
1. The Spangle Maker - 4:40
2. Pearly-Dewdrops' Drops - 5:13
3. Pepper-Tree - 3:57
4. Pearly-Dewdrops' Drops - 4:11

## Склад
- Елізабет Фрейзер — вокал
- Робін Ґатрі — гітара, ударні
- Саймон Реймонд — бас-гітара